# آن پاریو
آن پاریو (به انگلیسی: Anne Parillaud) (زاده ۶ مه ۱۹۶۰) بازیگر فرانسوی است. وی از سال ۱۹۷۷ در ۳۰ فیلم حضور داشته‌است که از میان آن‌ها می‌توان به آخرین معشوقه، نورستاره فرانکی، دختر مرده و برای پنهان کردن یک پلیس اشاره کرد.